# Seh Korreh
Seh Korreh (persiska: سِه كُرِّۀ سُفلَى, سه کرّه, Seh Korreh-ye Soflá) är en ort i Iran.   Den ligger i provinsen Lorestan, i den västra delen av landet, 400 km sydväst om huvudstaden Teheran. Seh Korreh ligger 1 315 meter över havet och antalet invånare är 169.
Terrängen runt Seh Korreh är kuperad åt sydväst, men åt nordost är den bergig.Runt Seh Korreh är det ganska tätbefolkat, med 72 invånare per kvadratkilometer. Närmaste större samhälle är Vasīān, 17,6 km sydost om Seh Korreh. Omgivningarna runt Seh Korreh är i huvudsak ett öppet busklandskap.